# Talk of the Town
Talk Of The Town var ett svenskt hårdrocksband som bildades 1988.
1987 bildades hårdrocksbandet Scandinavian Dynamite. När sångaren Thomas Vikström (Brazen Abbot, Stormwind, Candlemass, Therion) anslöt 1988 bytte man bandnamn till Talk Of The Town. Bl.a. samarbetade man med Glory när man samma år spelade in det självbetitlade albumet och fick en hit med singeln Free Like An Eagle. Bandets och albumets musikaliska inriktning kan beskrivas som tidstypisk melodiös AOR/hårdrock med gott om keyboardslingor. Både albumet och singeln sålde guld i Sverige. Förutom Thomas Vikström bestod bandet då av gitarristen Antonio Salvena, basisten Jonas Olson (Mikael Rickfors), keyboardisten Mats Jacobsson och trummisen Staffan Scharin (Alien).
1990 splittrades bandet, men Vikström och Salvena rekryterade då Johan Kullberg (Lion's Share, Therion) på trummor, Joachim Uddling (Suzzies orkester) på keyboard och basisten Staffan Linder och 1991 släppte man albumet Reach For The Sky med denna sättning.
1992 hoppade Vikström av bandet för att istället spela in ett album med svenska doom-rockarna Candlemass och släppte även ett soloalbum samma år. Han ersattes av Conny Lind (State Of Mind) men bandet lade ned verksamheten bara något år senare.
2000 släpptes bandets tredje album, The Ways Of The World. Denna gång med gitarristen och producenten Tommy Denander som drivkraft.

## Medlemmar
- Thomas Vikström – sång, kör
- Antonio Salueña – gitarr
- Peter Olausson - gitarr
- Jonas Olsson – basgitarr
- Mats Jacobsson – keyboard
- Mats Olausson – keyboard
- Staffan Scharin – trummor
- Conny Lind – sång
- Tommy Denander – gitarr
- Staffan Linder – basgitarr
- Johan Kullberg – trummor

## Diskografi
Studioalbum
- 1988 – Talk Of The Town
- 1991 – Reach For The Sky
- 2000 – The Ways Of The World

Singlar
- 1988 – "Free Like an Eagle" / "I Love the Look in Your Eyes"
- 1988 – "Feel My Heartbeat" / "Sing to the World"
- 1989 – "Sing to the World" / "The Power Inside"